# Anneau de valuation discrète
En mathématiques, plus précisément en algèbre commutative, un anneau de valuation discrète est un anneau de valuation dont la valuation est discrète mais non triviale. Un anneau est de valuation discrète lorsqu'il est principal, qu'il ne possède qu'un idéal maximal, et que cet idéal est non nul.
Cette notion est utilisée en théorie algébrique des nombres et en géométrie algébrique ; elle constitue un outil d'étude des anneaux noethériens, en particulier les anneaux de Dedekind.

## Définitions et exemples

### Définitions
La première définition est presque une lapalissade :
Première définition — Un anneau de valuation discrète est un anneau de valuation dont la valuation est discrète mais non triviale.
Autrement dit, A est un anneau commutatif unitaire intègre, et il existe sur son corps des fractions K une valuation v, à valeurs entières mais non toutes nulles, telle que
Par conséquent (comme tout anneau d'une valuation non triviale) A est un anneau local mais pas un corps, et son unique idéal maximal M est non nul, et constitué des éléments de valuation strictement positive :
De plus (comme la valuation est à valeurs entières) tout idéal est engendré par n'importe lequel de ses éléments de valuation minimum, si bien que A est principal. En particulier, un générateur de M est appelé uniformisante ou paramètre local de l'anneau.
La réciproque est claire : tout anneau local et principal qui n'est pas un corps est un anneau de valuation discrète. On pose v(a) égal à l'entier naturel n tel que aA = Mn (cf. paragraphe « Propriétés »). On obtient donc une définition équivalente :
Seconde définition — Un anneau de valuation discrète est un anneau principal, qui ne possède qu'un idéal maximal, et tel que cet idéal soit non nul.

### Exemples
- Un exemple simple est fourni par un sous-anneau du corps des rationnels : l'ensemble ℤ(p) des fractions a/b où a est un entier relatif et b un entier non divisible par un nombre premier p fixé. Les inversibles de cet anneau sont les a/b pour lesquels a n'est pas non plus multiple de p.
- Une généralisation naturelle est de remplacer ℤ par un anneau de Dedekind A (par exemple l'anneau des entiers d'un corps quadratique ou plus généralement la fermeture intégrale de ℤ dans un corps de nombres). Soit P un idéal premier non nul de A, le localisé AP de A en P est un anneau de valuation discrète (c'est l'ensemble des fractions de la forme a/b où a est élément de A, et b un élément de A qui n'est pas dans P).
- Les séries formelles à coefficients dans un corps commutatif à une variable forment un anneau de valuation discrète.
- L'anneau ℤp des entiers p-adiques également, pour tout nombre premier p.

## Propriétés
Dans tout le paragraphe A désigne un anneau de valuation discrète, au sens « anneau principal possédant un seul idéal maximal M non nul », et t désigne une uniformisante, c'est-à-dire que M = t A.

Tout élément de A qui n'est pas dans M est inversible.
En effet, dans un anneau commutatif, un élément est inversible si et seulement s'il n'appartient à aucun idéal maximal (cf. « Théorème de Krull »).

Les seuls idéaux premiers  de A sont (0) et M.
En effet, dans un anneau principal, tout idéal premier non nul est maximal.

Tout élément non nul de A est le produit d'un inversible par une puissance de l'uniformisante.
C'est un cas particulier de la décomposition en facteurs premiers dans un anneau principal (ou plus généralement dans un anneau factoriel), puisqu'ici t est l'unique élément irréductible de l'anneau, à produit près par un inversible. On en déduit (puisque les idéaux sont principaux) que tout idéal non nul est une puissance de M.

## Critères
Construire un anneau local est relativement aisé : il suffit de considérer le localisé d'un anneau commutatif unitaire en un idéal premier. Mais un tel anneau n'est pas toujours principal. Exemple : le localisé de l'anneau de polynômes ℤ[X, Y] en l'idéal premier (X, Y).
Pour cette raison, il est utile de rechercher des critères permettant d'établir qu'un anneau A est de valuation discrète. La théorie algébrique des nombres utilise en particulier le dernier de cette liste :
Théorème — Soit A un anneau noethérien local, d'idéal maximal M non nul. Les propriétés suivantes sont équivalentes :
1. les idéaux premiers de A sont (0) et M, et le A/M-espace vectoriel M/M2 est de dimension 1[2],
2. M est un idéal principal non nilpotent (c'est-à-dire dont toutes les puissances sont non nulles),
3. les idéaux de A sont (0) et les puissances de M,
4. A est un anneau de valuation,
5. A est un anneau de valuation discrète,
6. A est principal,
7. les idéaux premiers de A sont (0) et M, et A est intégralement clos.

Certaines de ces hypothèses sont évidemment redondantes : l'ajout « noethérien » est superflu dans 3, 5 et 6, de même que l'ajout « local » dans 3, 4, 5 et 7, et l'ajout « M non nul » dans 1, 2 et 5. Remarquons que la condition « A intègre » (qui équivaut à « (0) est premier ») n'est pas imposée a priori dans 2, mais sera une conséquence des équivalences.